# Mont-Saint-André
Pour les articles homonymes, voir Mont.
Mont-Saint-André (en néerlandais: Sint-Andriesberg, en wallon Mont-Sint-Andrî) est un village et une section de la commune de Ramillies en Région wallonne dans la province du Brabant wallon.
C'était une commune à part entière avant la fusion des communes de 1970. Du 17 juillet 1970 au 1er janvier 1977, elle fut fusionnée avec Bomal et Geest-Gérompont-Petit-Rosière pour former la commune de Gérompont.
Cette commune est à nouveau dissoute au 1er janvier 1977 et rejoint Ramillies. 

## Démographie
- Sources:INS, Rem:1831 jusqu'en 1970=recensements, 1976= nombre d'habitants au 31 décembre

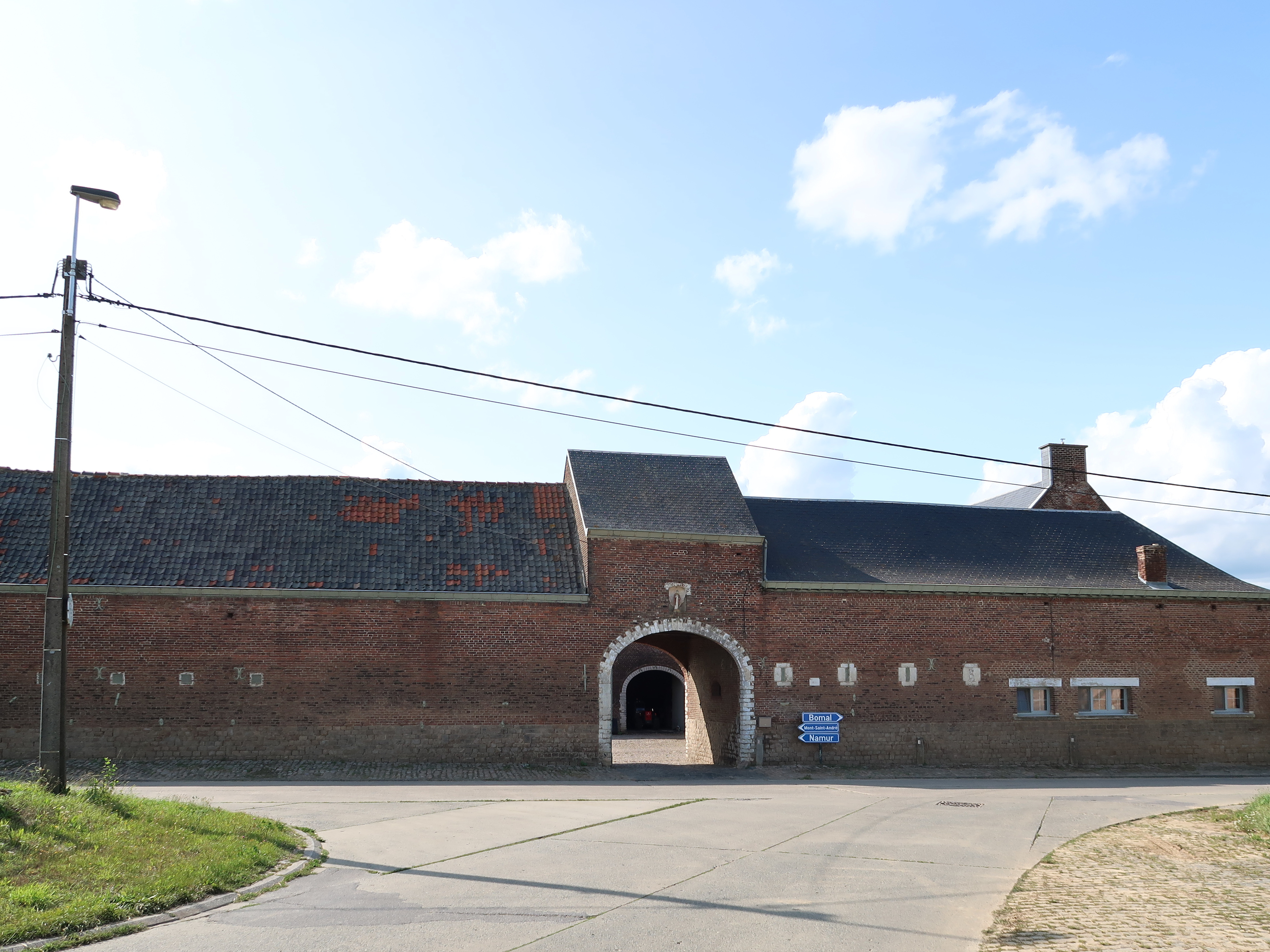
Ferme Saint-Lambert (18e siècle)
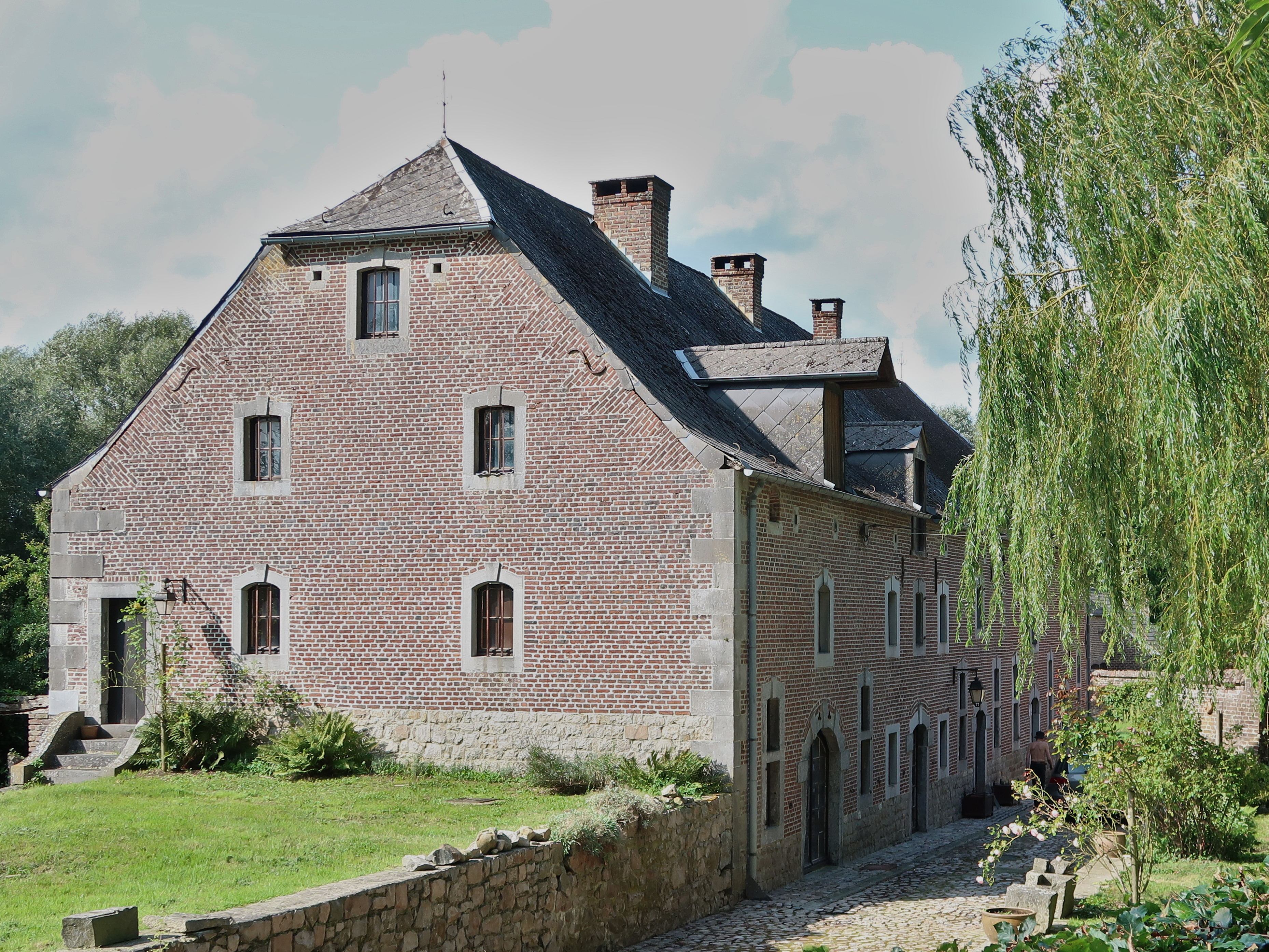
Moulin du Fays (1757)
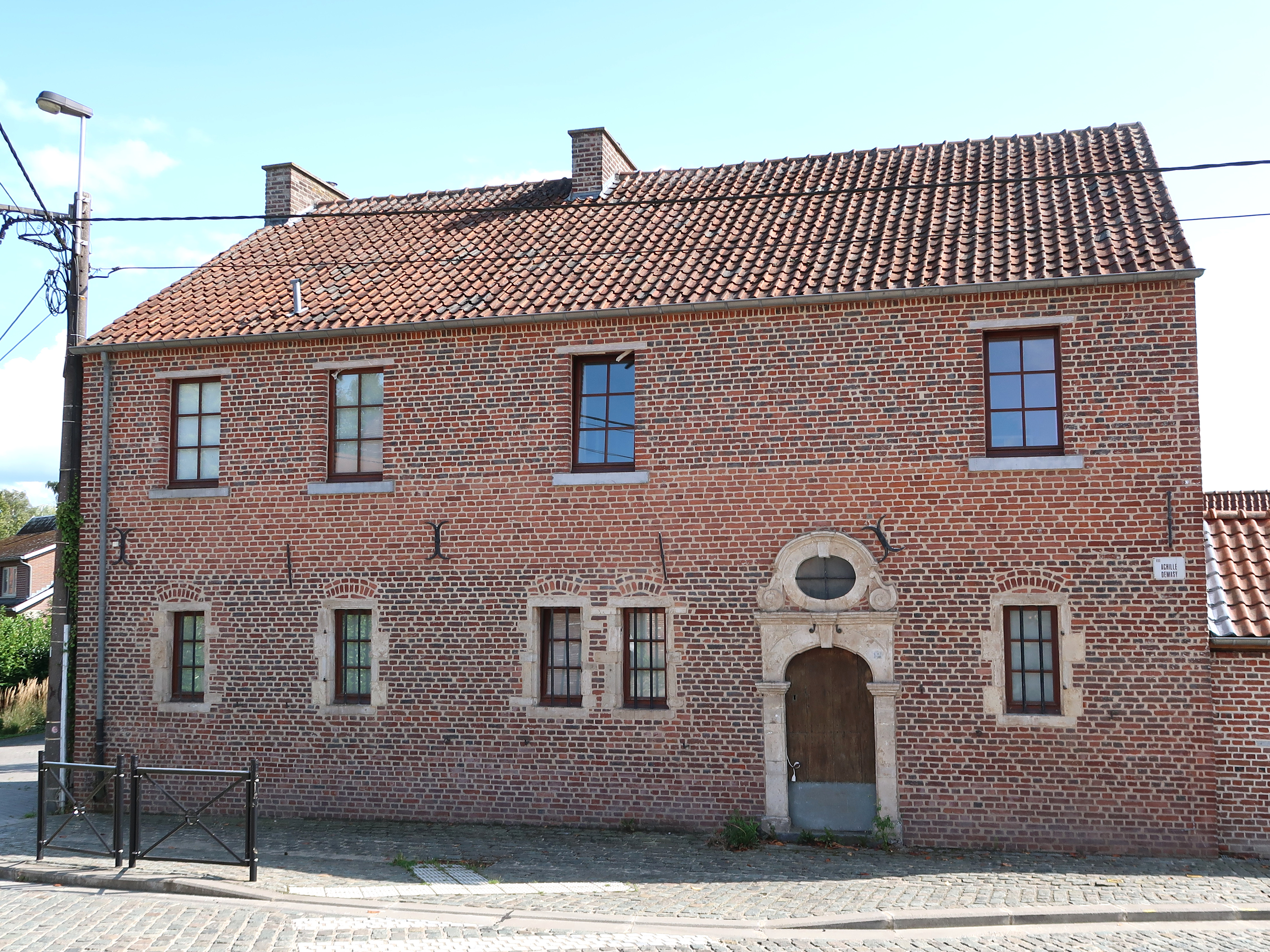
Ancienne ferme de 1743